# Grátz Benjámin
Grátz Benjámin (Budapest, 1996. február 16. –) ifjúsági olimpiai bajnok magyar úszó.

## Sportpályafutása
A 2013-as gymnasiadén (középiskolások világjátéka) aranyérmes volt. 2014-ben az ifjúsági Európa-bajnokságon egy arany és egy bronzérmet nyert vegyesen. A 2014. évi nyári ifjúsági olimpiai játékokon 200 m vegyesen első, 200 m pillangón második volt.
A 2014-es rövid pályás úszó-világbajnokság 200 m vegyesen 21., 400 m vegyesen 14. volt. A 2015-ös úszó-világbajnokságon 400 m vegyesen 13. helyezést szerzett. A 2015-ös rövid pályás úszó-Európa-bajnokságon 100 m pillangón 43., 100 m vegyesen 41., 200 m vegyesen 31., 400 m vegyesen kilencedikként végzett. A 2016-os úszó-Európa-bajnokságon 200 m pillangón a selejtezőben 15. (negyedik magyar), 200 m vegyesen kilencedik, 400 m vegyesen a selejtezőben 7. (harmadik magyar) volt. A 2016-os olimpiára 400 m vegyesen megúszta az A-szintet, de harmadik magyarként egyéni versenyszámban nem fért be a csapatba.
A 2017-es budapesti világbajnokságon a 4 × 200 méteres gyorsváltó tagjaként 10. helyen végzett.

## Díjai, elismerései
- MOB fair play, cselekedet kategória (2014)[5]
- Az év utánpótláskorú sportolója választás, harmadik (Héraklész) (2014)